# Soacha
Soacha es el municipio más poblado del departamento de Cundinamarca en Colombia. Su área es de 184 km² (kilómetros cuadrados), y su población es de 808 288 (2022). Su área urbana está conurbada con la de Bogotá. 
Es la capital de la provincia de Soacha, de la que solo forman además del municipio homónimo, Sibaté. Es el sexto municipio más poblado del país y el más poblado entre aquellos que no son capital de departamento.

## Toponimia

### Origen lingüístico[3]
- Familia lingüística: Chibcha
- Lengua: Muysccubun

### Significado
La palabra «Soacha» es un topónimo del muysc cubun (idioma muisca) que se divide en dos palabras: Sua, que significa ‘Sol, día’, y cha, que significa ‘varón’: "varón del sol".

### Origen / Motivación
El nombre del municipio se relaciona con la denominación que la población indígena le daba al territorio que ocupaba antes de la época de la Conquista española. Al parecer, su nombre se refiere a la parte sur del territorio muysca, el cual era un principado.

## Historia

### Prehistoria hasta 1900
El poblamiento de Soacha es uno de los más antiguos de Colombia, en la cual ya desde hace más de 12 000 años se evidencia la presencia humana en la región a través de cazadores-recolectores que aprovecharon los abrigos rocosos del Tequendama. Posteriormente se desarrollaron actividades de grupos humanos registrados en sitios arqueológicos como Porto Alegre, Panamá y en el sector de Nueva Esperanza, donde se han hallado restos de asentamientos sedentarios de las culturas Herrera, presente por lo menos hasta el año 200 de nuestra era y Muisca. Se han encontrado numerosos pictogramas entre los límites de la sabana de Bogotá, los Cerros del Sur y de Canoas.
En la mitología de los muiscas, ante el castigo con una inundación ejercido por Chibchacum por los pecados de la gente, Bochica decidió abrir los peñascos formando el Salto del Tequendama y posteriormente educaría al pueblo sobreviviente. Este relato tuvo un origen natural porque la presencia de las aguas del antiguo lago de Humboldt, procedía de los glaciales que se estaban derritiendo tras la última Edad de Hielo. 
Posteriormente el poblado de Soacha formó parte del zipazgo de la Confederación muisca hasta comienzos del período virreinal español. En 1600 se estableció el resguardo indígena, al mismo tiempo que la tierra era repartida por distintos encomenderos como Miguel de Ibarra y Luis Enríquez, este último a finales de ese año, se fundó el pueblo, puesto que las primeras menciones indican que, en diciembre de ese año, se empezó a construir la capilla doctrinera en lo que hoy se conoce como la iglesia de San Bernardino, corroborada luego por la Academia Colombiana de Historia el 6 de octubre de 2016 En 1777 la población muisca que sobrevivía en Usaquén fue desplazada y agregada al resguardo de Soacha, el cual fue disuelto en 1857, mientras que la mayoría de sus tierras fueron compradas a los antiguos comuneros por algunos hacendados, que las acapararon.
En los siglos posteriores, la importancia de Soacha no trascendía más allá del Salto del Tequendama, como atractivo natural para los residentes de Bogotá o quienes la frecuentarían en calidad de visitantes. Además de la cantidad de haciendas que poseía en ese entonces; algunas de ellas hacen parte del origen de los barrios y comunas de la ciudad, otras fueron el hogar de ilustres personajes de importancia local y nacional.
Se deben destacar algunos hechos como la visita de los naturistas Bonpland y Humboldt (1799-1803), Matrimonio de Francisco de Paula Santander con Sixta Pontón (1836), La guerrilla de los mochuelos (1877). Su elección como municipio y el primer levantamiento de planos por Alejandro Caicedo (1875), construcción de la línea principal del Ferrocarril del Sur (1898-1903) y finalmente la construcción de la Hidroeléctrica del Charquito en 1900.

### SigloXX
Hasta la primera mitad del siglo XX, el municipio de Soacha no pasaba de más de 9000 habitantes y de un desarrollo marcadamente rural, descritas por Juan Antonio Cancino en su obra Monografías. Después del Bogotazo, el municipio comenzaría un proceso de industrialización por un lado y por otro de conurbación acelerada con Bogotá, producto de la presencia de infraestructuras como el embalse del Muña, el Ferrocarril y la Autopista Sur que darían origen a nuevos suburbios como Ciudad Latina, León XIII, Compartir, San Mateo y Cazucá. Además comenzó la evidente disminución de su extensión territorial con la segregación de las inspecciones de San Miguel y El Soche, convertidos respectivamente en los municipios de Sibaté (1968) y Granada (1995). En 1955 se proyectó un primer anillo metropolitano futuro para Bogotá fuera de los municipios que ya estaban dentro del distrito particular y Soacha ha sido incluida en este conglomerado por su  evidente cercanía. En verdad se debe mencionar que la hidroeléctrica como la represa se encontraban localizados en los caseríos de Sibaté y El Muña respectivamente, sin embargo que en aquel tiempo eran pertenecientes al municipio de Soacha.
Esta década, además, permitió que Soacha se transformara en un centro industrial Bogotá, aun cuando todavía no desarrollara una región residencial de trascendencia y se conservara mayormente como poblado. Para el censo de 1973 su población correspondió a apenas 28.000 pobladores, sería en la década siguiente una vez que tendría una enorme urbanización y aumento de población. En contraste, en el de 1985 su proporción de pobladores se había disparado y alcanzó las 122.276 personas, pasando a ser la segunda ciudad con más pobladores del departamento, por arriba del puerto de Girardot.
Entre 1973 y 1975, varios barrios nuevos fueron apareciendo, como producto de los loteos de Rafael Forero Fetecua en torno de la Laguna (embalse) de Terreros y a la acción de la Central Nacional Provivienda que delimitó lotes en los Altos de Cazucá, mientras que, al otro lado de los cerros, en Bogotá, ocurría lo mismo con la avanzada de loteos en los Altos de La Estancia. A fines de siglo y para atender las necesidades de los habitantes de la zona urbana, se organizaron las seis comunas.
En 1989, Soacha no quedó exento de sufrir la violencia de los carteles del narcotráfico que golpearon a buena parte del país como el asesinato del candidato presidencial Luis Carlos Galán Sarmiento, en el mes de agosto y el atentado al Vuelo 203 de Avianca, cuyos restos cayeron en el cerro Canoas de la Vereda El Charquito en noviembre.

### SigloXXI
A pesar de las limitaciones que le corresponde afrontar, Soacha continuaría su expansión urbanística ante la merma de predios en Bogotá con la creación de nuevas ciudadelas residenciales en forma de macroproyectos como Ciudad Verde, Maiporé, Hogares Soacha y Terreros, en la cual se integraría parcialmente los servicios de transporte con la línea G de TransMilenio en 2013 y la apertura de nuevos centros comerciales por un lado y la desaparición paulatina del sector industrial por otro, que por entonces era el motor de su economía, lo cual esta se está intentando consolidar con los sectores minero, de servicios y comercio informal.  
Los hechos a destacar fueron el escándalo de los falsos positivos, ocurrido en el gobierno de Álvaro Uribe Vélez, en el que se afectó a la población soachuna y de la vecina localidad bogotana de Ciudad Bolívar, la construcción de la Planta de Tratamiento de Aguas Residuales de Canoas y más recientemente, su adhesión a la Región Metropolitana con Bogotá, bajo el Acuerdo Regional 002 de 2024.

## Geografía
Soacha está ubicada en el área central del país, sobre la Cordillera Oriental, al sur de la sabana de Bogotá. Administrativamente hace parte de la provincia de Soacha junto con Sibaté en lo que se refiere a su división política del Departamento de Cundinamarca.

### Límites
Por el norte limita con Mosquera, el noroeste con Bojacá y San Antonio del Tequendama, en el noreste con Bogotá, el oeste con Granada, el este con Bogotá, al sur con Pasca, al suroeste con Sibaté y al sureste con Bogotá.[cita requerida]

### Fisiografía e hidrografía

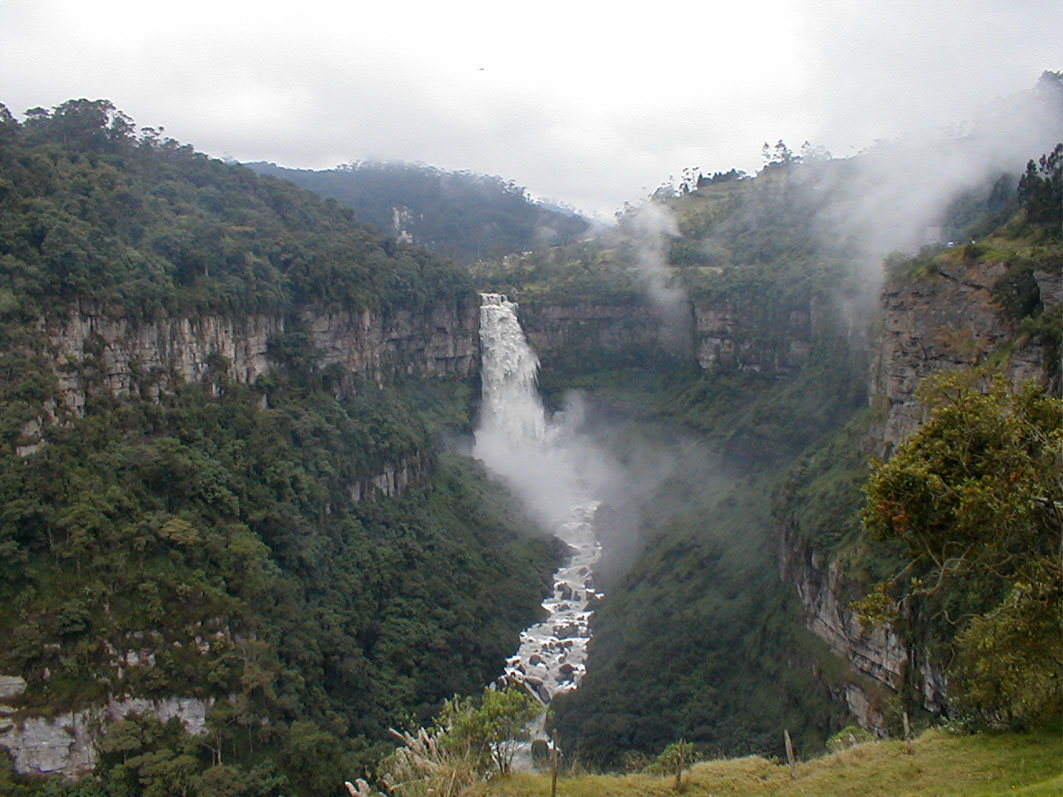
Salto del Tequendama.

Una parte de su territorio está ubicado en una zona de diversos cordones montañosos, entre los cuales se forman pequeñas quebradas y cañadas fértiles. Y el otro, el mayor de todos, en la sabana de Bogotá, tierra apropiada para la agricultura y la ganadería. El relieve es de destacar varios sitios como los cerros de las Dos Tetas, San Mateo, El Cheba, El Cuclí, Altos de Cazucá, La Chucuita, Canoas, Cerro Seco y La Veredita, donde existe el ecosistema subxerofítico.

En cuanto a sus cuerpos de agua, la región montañosa del sur es atravesada por el río Soacha, el cual desemboca en el río Bogotá en Dos Puentes, el cual también cruza su territorio desde Bosa-Mosquera hasta Girardot desemboca al Magdalena. Otros cuerpos fluviales que inician o terminan en Soacha se destacan el Tunjuelito (noroeste, desde Bogotá), Quebrada Tibanica (Río Claro, comparte frontera con la capital al oriente), Balsillas (Bosatama, desde Mosquera), Sabaneta (El Charquito desde Granada) y Aguas Claras (Hungría, termina en el embalse del Muña).

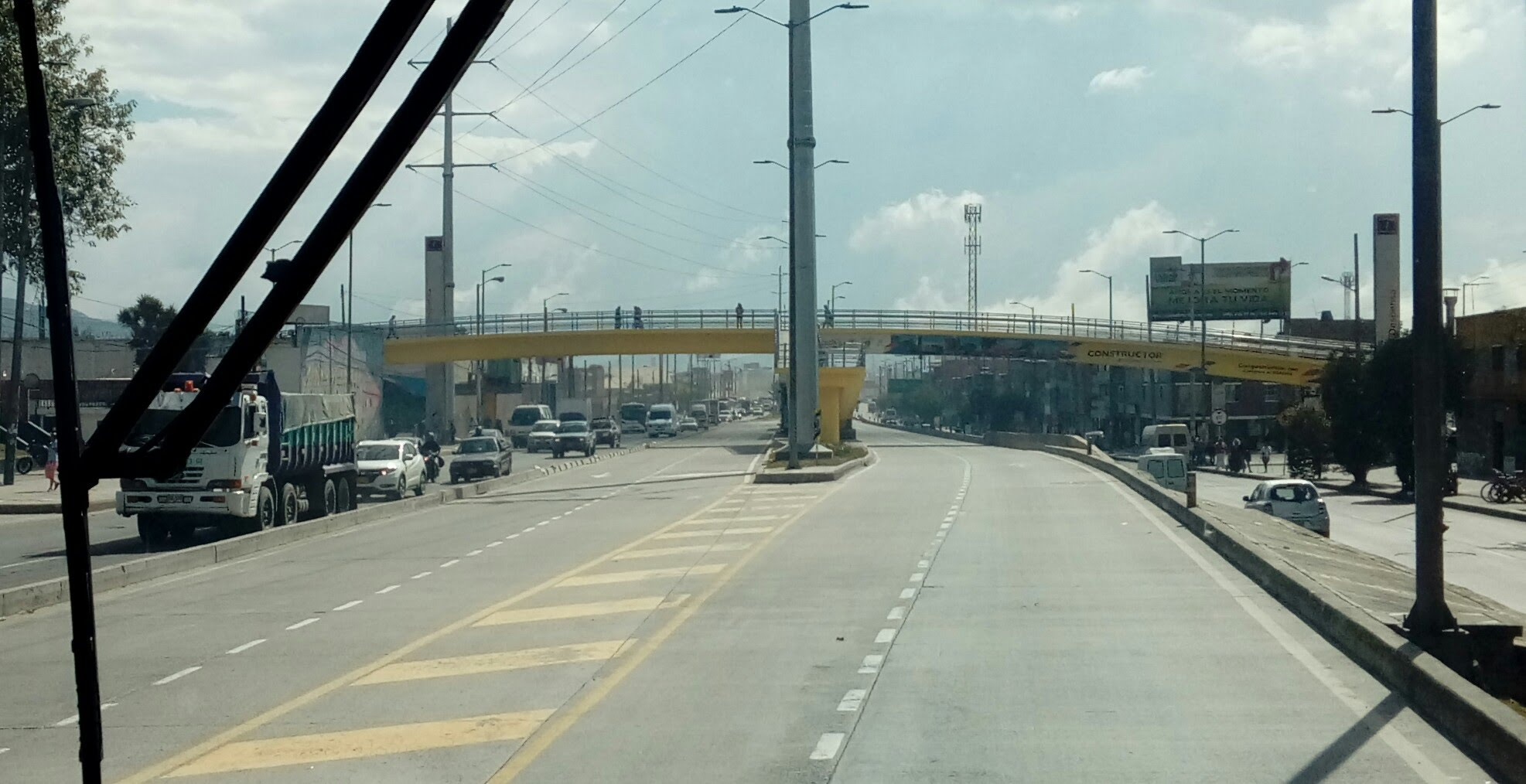
Vista al suroccidente, el puente peatonal TM La Despensa sobre la vía Bogotá-Girardot.

Soacha también posee varios humedales como el Neuta, Tierra Blanca, Tibanica (compartido con Bogotá), San Isidro, El Vínculo, La Muralla-El Cajón, Chucuita Ogamora y la Laguna de Terreros. La laguna de los Colorados se encuentra en los límites de Soacha con Pasca, ubicada en la cordillera oriental, con piso térmico de páramo y perteneciente al sistema del páramo de Sumapaz.
Los ecosistemas presentes en el municipio son:
- Bosque Inundable: Presente en las veredas Bosatama, Canoas, El Charquito y parte de la zona urbana (Comunas 1, 2, 3 y 6).
- Bosque Andino Bajo (2550 a 2750 m s. n. m.): Presente en la zona urbana y en las veredas de Bosatama, Canoas, Chacua, Fusungá y Panamá.
- Bosque Alto Andino de Niebla (2750 a 3000 m s. n. m.) Ubicado en las veredas de Cascajal, San Francisco y Alto de la Cruz.
- Bosque Alto Andino (2750 a 3000) y Subpáramo (3000 a 3300 m s. n. m.): Ubicado en las veredas de San Jorge y Villanueva.
- Páramo (3000 a 3800 m s. n. m.): Ubicado en las veredas de Hungría, Alto del Cabra y Romeral.

### Clima
En la zona montañosa el clima es bastante frío, de páramo. En la parte baja el clima es moderado, entre 9 y 15 °C (grados Celsius), aproximadamente.
| Parámetros climáticos promedio de Soacha, Cundinamarca   | Parámetros climáticos promedio de Soacha, Cundinamarca | Parámetros climáticos promedio de Soacha, Cundinamarca | Parámetros climáticos promedio de Soacha, Cundinamarca | Parámetros climáticos promedio de Soacha, Cundinamarca | Parámetros climáticos promedio de Soacha, Cundinamarca | Parámetros climáticos promedio de Soacha, Cundinamarca | Parámetros climáticos promedio de Soacha, Cundinamarca | Parámetros climáticos promedio de Soacha, Cundinamarca | Parámetros climáticos promedio de Soacha, Cundinamarca | Parámetros climáticos promedio de Soacha, Cundinamarca | Parámetros climáticos promedio de Soacha, Cundinamarca | Parámetros climáticos promedio de Soacha, Cundinamarca | Parámetros climáticos promedio de Soacha, Cundinamarca |
| Mes                                                      | Ene.                                                   | Feb.                                                   | Mar.                                                   | Abr.                                                   | May.                                                   | Jun.                                                   | Jul.                                                   | Ago.                                                   | Sep.                                                   | Oct.                                                   | Nov.                                                   | Dic.                                                   | Anual                                                  |
| -------------------------------------------------------- | ------------------------------------------------------ | ------------------------------------------------------ | ------------------------------------------------------ | ------------------------------------------------------ | ------------------------------------------------------ | ------------------------------------------------------ | ------------------------------------------------------ | ------------------------------------------------------ | ------------------------------------------------------ | ------------------------------------------------------ | ------------------------------------------------------ | ------------------------------------------------------ | ------------------------------------------------------ |
| Temp. máx. abs. (°C)                                     | 20.8                                                   | 23.0                                                   | 20.2                                                   | 19.4                                                   | 20.2                                                   | 19.4                                                   | 19.4                                                   | 19.0                                                   | 20.0                                                   | 19.4                                                   | 19.6                                                   | 19.4                                                   | 23.0                                                   |
| Temp. máx. media (°C)                                    | 16.4                                                   | 16.6                                                   | 16.6                                                   | 16.0                                                   | 16.2                                                   | 15.7                                                   | 14.9                                                   | 15.4                                                   | 15.8                                                   | 15.9                                                   | 16.0                                                   | 16.1                                                   | 16                                                     |
| Temp. media (°C)                                         | 11.5                                                   | 11.7                                                   | 11.9                                                   | 12.0                                                   | 12.0                                                   | 11.7                                                   | 11.2                                                   | 11.3                                                   | 11.5                                                   | 11.6                                                   | 11.7                                                   | 11.6                                                   | 11.6                                                   |
| Temp. mín. media (°C)                                    | 6.3                                                    | 6.9                                                    | 7.2                                                    | 7.6                                                    | 7.4                                                    | 7.2                                                    | 7.0                                                    | 7.0                                                    | 6.8                                                    | 7.0                                                    | 7.2                                                    | 6.7                                                    | 7                                                      |
| Temp. mín. abs. (°C)                                     | 0.5                                                    | 0.2                                                    | 0.2                                                    | 2.0                                                    | 0.1                                                    | 0.5                                                    | 0.0                                                    | 3.8                                                    | 0.5                                                    | 0.1                                                    | 0.1                                                    | 1.0                                                    | 0.0                                                    |
| Lluvias (mm)                                             | 27                                                     | 38                                                     | 54                                                     | 89                                                     | 97                                                     | 65                                                     | 57                                                     | 55                                                     | 55                                                     | 89                                                     | 90                                                     | 41                                                     | 757                                                    |
| Días de lluvias (≥ )                                     | 7                                                      | 9                                                      | 12                                                     | 17                                                     | 19                                                     | 20                                                     | 21                                                     | 18                                                     | 15                                                     | 17                                                     | 16                                                     | 11                                                     | 182                                                    |
| Horas de sol                                             | 150                                                    | 129                                                    | 124                                                    | 111                                                    | 125                                                    | 138                                                    | 148                                                    | 156                                                    | 139                                                    | 121                                                    | 117                                                    | 148                                                    | 1606                                                   |
| Humedad relativa (%)                                     | 81                                                     | 81                                                     | 82                                                     | 83                                                     | 83                                                     | 82                                                     | 82                                                     | 82                                                     | 82                                                     | 83                                                     | 84                                                     | 82                                                     | 82.3                                                   |
| Fuente: Parámetros climáticos IDEAM 12 de agosto de 2018 |                                                        |                                                        |                                                        |                                                        |                                                        |                                                        |                                                        |                                                        |                                                        |                                                        |                                                        |                                                        |                                                        |

## División Político-administrativa

División administrativa de Soacha.

### Comunas y corregimientos
Su cabecera municipal en el aucal se asienta el área urbana, se encuentra dividida en seis comunas: Compartir (1), Soacha Central (2), La Despensa (3), Cazucá (4), San Mateo (5), San Humberto (6).  
La zona rural de Soacha, que contempla el 70% de su extensión municipal tiene bajo su jurisdicción varios centros poblados, que en conjunto con otras veredas constituye los siguientes corregimientos:
| Corregimiento | Centros Poblados    | Veredas                                                                                      |
| 1 (Sur)       | - Chacua La Cabrera | Alto del Cabra, Chacua, Fusungá, Hungría, Panamá, Romeral, San Jorge y Villanueva (Tinzuque) |
| 2 (Norte)     | - El Charquito      | Alto de la Cruz, Bosatama, Canoas, Cascajal, El Chaquito y San Francisco                     |

## Demografía
Estadísticamente hablando, el área urbana concentra gran parte de la población mientras que gran parte del territorio rural apenas está poblado y ello explica a que dada su conurbación con Bogotá (sobre todo con localidades del suroccidente como Bosa y Ciudad Bolívar), ha acogido a una cantidad de población procedente del territorio colombiano y también de Venezuela, lo que ha generado un considerable impacto urbanístico y demográfico. (28 000 personas en 1973 a 360 000 habitantes en 2005 y luego 500 000 en 2015), traduciéndose en enormes problemas, a tal punto que su debilidad institucional permitió el crecimiento de invasiones ilegales en los Cerros del Sur y algunas áreas periféricas del Centro y límites con la ciudad capital) sin los mínimos servicios necesarios, deterioro del medio ambiente y corrupción en la clase política municipal. Además existen divergencias entre el DANE y la Alcaldía Municipal sobre la verdadera cifra que se tiene actualmente y en consecuencia, la afectación de las ayudas económicas que recibe del gobierno nacional.
A nivel social, Soacha tiene distribuida a sus habitantes en varias tipologías: descendientes de los muiscas y mestizos, algunos de ellos considerados raizales las cuales se concentran en la Comuna 2 y la zona rural, mientras que el resto de pobladores se clasifican así: los procedentes de Bogotá, que en su mayoría viven en el municipio pero trabajan en esta última (rolos), los procedentes de otras regiones del país (incluida la capital) que viven y/o trabajan en el municipio o que son nacidos en el mismo (neosoachunos), los desplazados de conflicto armado y los habitantes de la calle. En estos se reflejan tanto la influencia cultural de la ciudad vecina como del país. El gentilicio es soachuno.

### Etnografía
En cuanto a composición étnica, hay presencia considerable de afrocolombianos y además de los muiscas, en donde existe  su representación en cabildos del municipio y de la localidad de Bosa (en virtud al territorio que le perteneció al resguardo histórico), así como el de los pijaos, también hay variadas comunidades indígenas como nasa, emberas, misak y kamëntšá, que no los tienen a consecuencia del desplazamiento forzado. Las estadísticas censales proporcionadas por el DANE son en el 2018 fueron:
| Etnia                                                         | Censo 2018 | Censo 2018 |
| Etnia                                                         | Total      | Pct.       |
| ------------------------------------------------------------- | ---------- | ---------- |
| Ningún grupo étnico 1                                         | 628 146    | 97,36%     |
| Negro (a), mulato, afrocolombiano o Palenquero de San Basilio | 6362       | 0,99%      |
| Indígena                                                      | 1649       | 0,26%      |
| Raizal de San Andrés y Providencia                            | 41         | 0,01%      |
| Rom (Gitano)                                                  | 29         | 0,004%     |
| No informa                                                    | 8978       | 1,39%      |
| Total                                                         | 645 205 2  | 100,00%    |

Nota 1: Se agrupa en este valor las respuestas a la pregunta "Ningún grupo étnico" en el censo 2018. El gobierno colombiano solo reconoce como étnias las siguiente cinco opciones: Indígena / Gitano(a) o Rrom, / Raizal del Archipielago de San Andrés, Providencia y Santa Catalina / Palenquero(a) de San Basilio / Negro(a), Mulato(a), Afrodescendiente, Afrocolombiano(a) . En esta tabla se agrupan estas dos últimas categorias.
Nota 2: El DANE inicialmente entrego está cifra inicial de la población en la ciudad, aúnque posteriormente la actualizó a 684 775, como certificación de población en cumplimiento a lo establecido en el Artículo 1.2.1.28.2.15 del Decreto 1652 de 2021, sin extrapolar o índicar cambios en las proporciones étnicas de la ciudad.

## Urbanismo
El casco urbano de Soacha es de origen español en la mayor parte de su historia siendo en parte autónomo y por el otro, por la expansión del perímetro urbano de la vecina Bogotá desde 1970, que fusionó las urbes en una sola a pesar de que son entidades políticas y administrativamente distintas, pero unidas por la principal vía de articulación; inicialmente la antigua vía que salía de la carrera 27 de Bogotá con calle Primera (sector de La Hortúa), luego el tramo sur del Ferrocarril de la Sabana y por último de la Autopista Sur. Pese a ello, su arquitectura hispánica tanto en la zona más céntrica como en las haciendas cercanas se ha disminuido seriamente por los cambios de uso y nuevas construcciones, tanto de estilo popular (la mayoría de las comunas, viviendas y locales sin jardín pero con acceso a la calle) como modernas edificaciones  (conjuntos residenciales, centros comerciales y oficinas públicas).

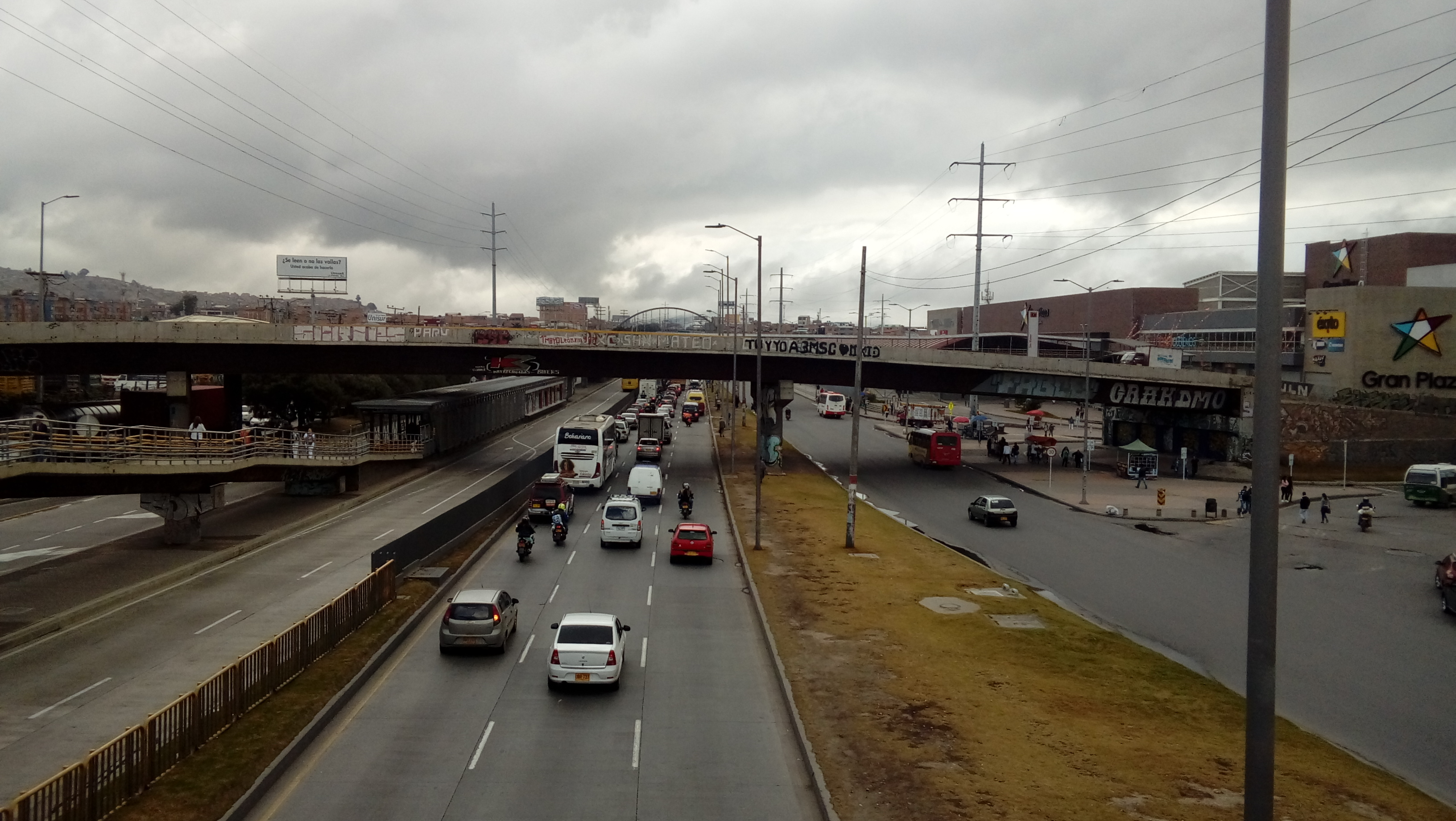
Vista hacia el occidente desde el puente peatonal de Mercurio (agosto de 2017).

### Nomenclatura
Frente a la nomenclatura urbana, se ha adoptado el sistema nacional del cual las calles en el casco urbano de Soacha, parten desde el límite con Bogotá al oriente y finaliza en la proximidad con Sibaté y al Río Bogotá al suroccidente, siendo la divisoria tradicional norte-sur en la calle Primera (avenida San Marón) pasando hacia el sector del Altico en Comuna de San Humberto, mientras que las carreras toman referencia a la Autopista Sur (para el municipio es Carrera Cuarta) y la Carrera Séptima (que pasa por la plaza de Soacha), siendo su extremo al norte real la orilla a la quebrada Tibanica entre Ciudad Verde y la vereda de Bosatama y al sur los barrios situados en los Cerros del Sur por las comunas de Compartir (Maiporé), San Humberto (Altos de la Florida, El Cardal), San Mateo (San Mateo residencial y Santa Rita) y Cazucá (Ciudadela Sucre). A estos incluyen para cada uno las vías y pasos peatonales en sentido oblicuo como las transversales y diagonales y se les considera avenidas a las vías vehiculares que tengan sentido opuesto en paralelo y tienen su propio nombre. 
Cada predio construido en Soacha se le identifica con la placa vinotinto, resaltando la vía generadora en contraste con la lateral (tenga o no subdivisiones y estas se identifican con letras precedidas del número) y los metros que parte de este último hacia la puerta de entrada/salida. También la hay disponible para identificar las esquinas de las vías, tanto peatonales, viales, parques y alamedas. La actual nomenclatura fue resultado de una unificación necesaria debido a que alrededor del casco urbano del municipio venían usándose nomenclaturas que no tenían continuidad en zonas distintas al Centro del municipio. como Santa Ana, la Comuna de La Despensa (excepto Ciudad Verde y que era heredera de la que se usaba en Bosa hasta después de su anexión a Bogotá) y la de Cazucá y generaba confusión tanto para residentes como para visitantes y servicios de mensajería.

## Economía

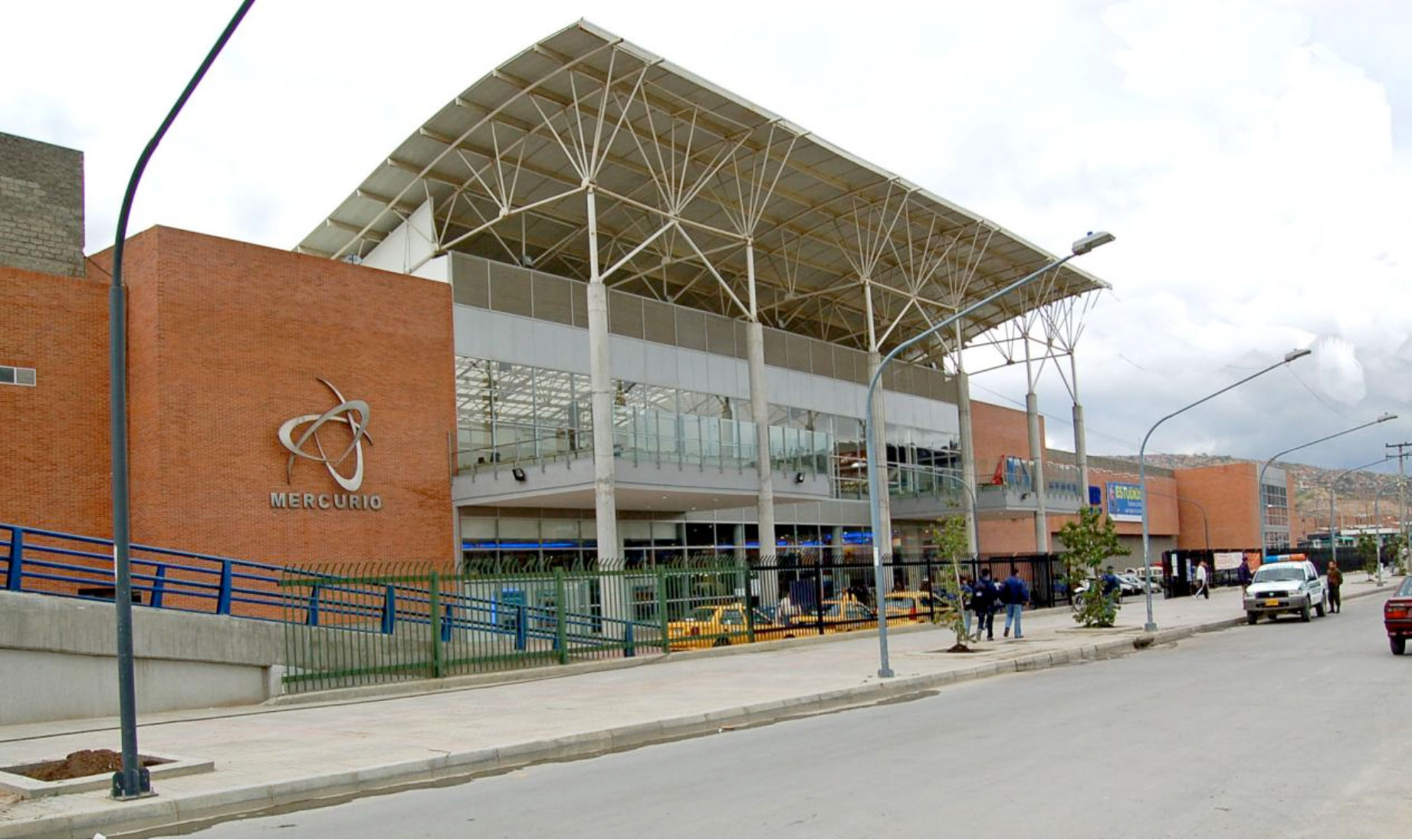
Centro Comercial Mercurio.

Soacha como municipio ha sufrido una transformación económica que pasó de ser uno eminentemente rural (teniendo aún esa vocación activa) a una ciudad donde se congrega los sectores industrial, minero y de servicios con proyección regional, destacan por ejemplo el centro logístico Almacafé en el sector de Chusacá, según el censo de 2003 que reporta una tasa de desempleo del 15.6 pero que puede ser mayor se tuviese en cuenta el subempleo. En la encuesta SISBEN las personas que se declaran desempleadas es del 25 % según en gran parte debido a la estructura productiva del municipio, En el sector de los servicios se caracterizan dos subsectores: los servicios especializados: como los financieros, de salud, transportes de pasajeros y carga, mantenimiento de equipos de computación y automotrices, en los cuales a excepción de los servicios de mantenimiento automotriz, la mano de obra es en 72 % de no residentes en municipio y corresponden a propietarios igualmente no residentes.
Servicios corrientes como: restaurantes, salas de belleza, servicios de venta y alquiler de telefonía e Internet, alquiler de videojuegos, etc. En el 93 % son mano de obra local y administrada por propietarios residentes en el municipio.
En general los sectores económicos del municipio manifiestan entre sus observaciones como comunes denominadores: la inseguridad, la carencia infraestructura vial, el uso de espacio público por el comercio informal y la falta de apoyo institucional.
Los centros comerciales que hay en el municipio, un grupo de ellos son aledañas a las estaciones de TransMilenio de San Mateo y Terreros: Mercurio, Gran Plaza, Ventura Terreros y Unisur, situados a ambos lados de la Autopista Sur, ubicados entre los barrios San Mateo y Ciudadela Terreros. Otros más periféricos son Miraflores, Prado Verde y El Jardín en Ciudad Verde, Santa María, San Remo y el Soacha Parque en el Centro por la calle 13 y Mi Plaza de Hogares Soacha y el de Parque Campestre en la avenida Indumil.
Además el municipio tuvo un intento de tener su propia Cámara de Comercio, que fue puesta en funcionamiento a principios de 2024.

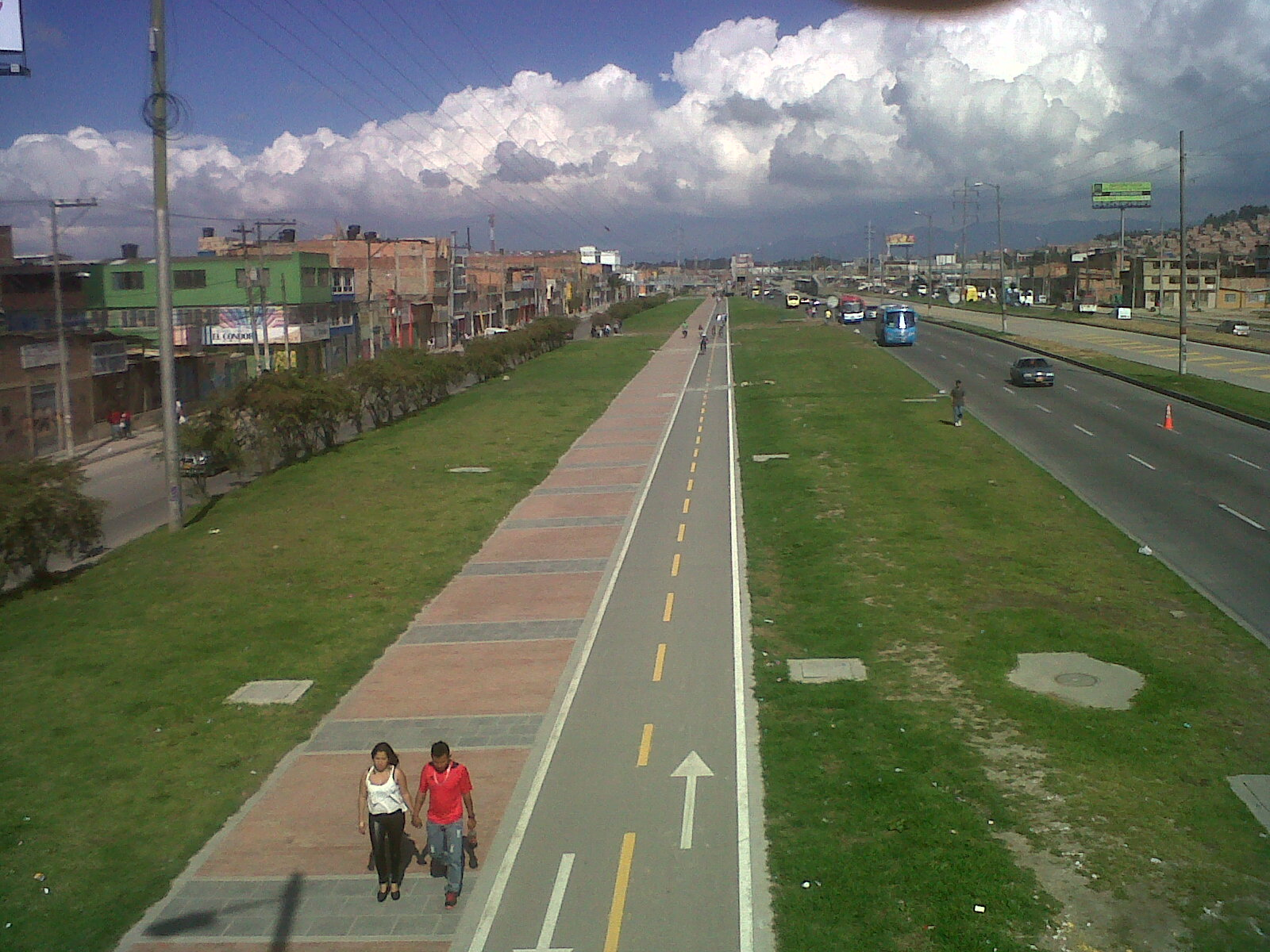
Ciclovía en Soacha (sector de León XIII).

## Movilidad
En Soacha, al igual que la ciudad de Bogotá, se llevan a cabo más de 13 millones de viajes al día. La mayoría de estos viajes se llevan a cabo en transporte público colectivo. El otro sistema de transporte público es el sistema metropolitano de transporte masivo TransMilenio. En transporte privado, el automóvil y la motocicleta juegan un papel muy importante. 

### Accesos
La principal vía de ingreso desde Bogotá es la Autopista Sur, que atraviesa de oriente a sur por todo Soacha, convirtiéndose en la autopista Bogotá-Girardot. Luego del peaje Chusacá, la vía se divide en el ramal de Silvania, que es la carretera Panamericana en dirección a Fusagasugá y luego el ramal San Miguel, que lo comunica con Sibaté. 
El municipio además dispone de otras vías de acceso.
Norte: 
- Por la localidad de Bosa están las vía que comunica los barrios Ciudad Verde y Bosa La Primavera, conocida como Variante San José, que es una continuación de la avenida San Bernardino en intersección con la ciudad de Cali y al llegar al municipio se convierte en la Carrera 38 y se enlaza con la Avenidas Terreros y Potrero Grande. Cerca de la Autopista Sur está la avenida de las Torres que va desde Bosa La Estación hasta los límites del municipio y hasta Hogares Soacha.
- Hacia el municipio de Bojacá está la vía que sale de la avenida Indumil hacia el corregimiento dos del cual se bifurca ya hacia los municipios de La Mesa y Mosquera

Suroriente: La calle 60 Sur que comunica la localidad de Ciudad Bolívar con la Comuna 4 de Cazucá y en la parte suroriental de esta última están las calles 41 y 42, de las cuales conducen por el humedal Terreros hacia la avenida homónima. 
Occidente: Por la vía al municipio del El Colegio desde la autopista Bogotá-Girardot por la bifurcación del Muña hacia el centro poblado El Charquito e ingresa a San Antonio del Tequendama.
Se espera que en próximos años se inicie la construcción de la avenida Longitudinal de Occidente, vía periférica del occidente que busca descongestionar el tráfico tanto de la ciudad de Bogotá como el municipio de Soacha, así como la construcción del puente de la avenida Ciudad de Cali en la quebrada Tibanica. 

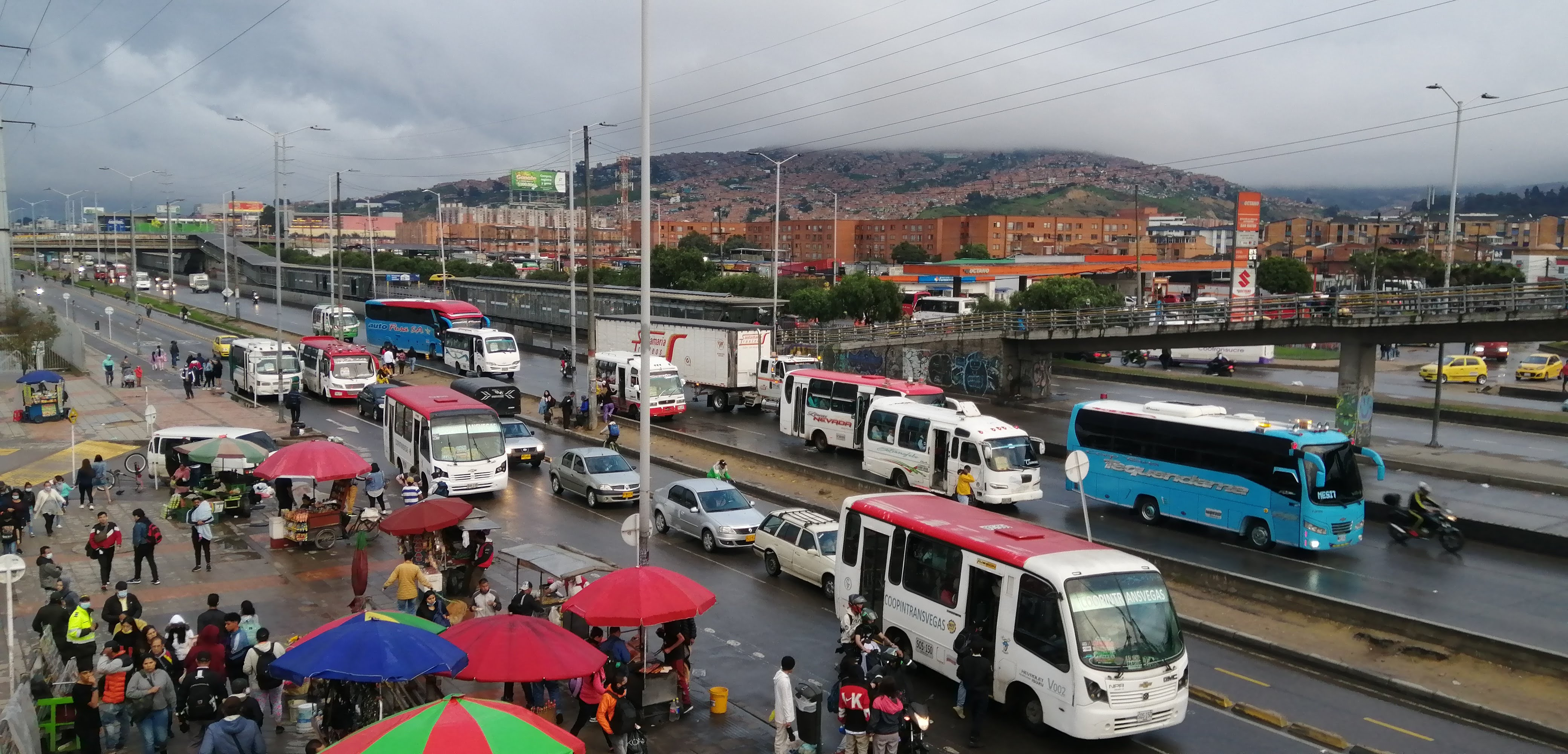
Transporte público frente a la Estación intermedia San Mateo.

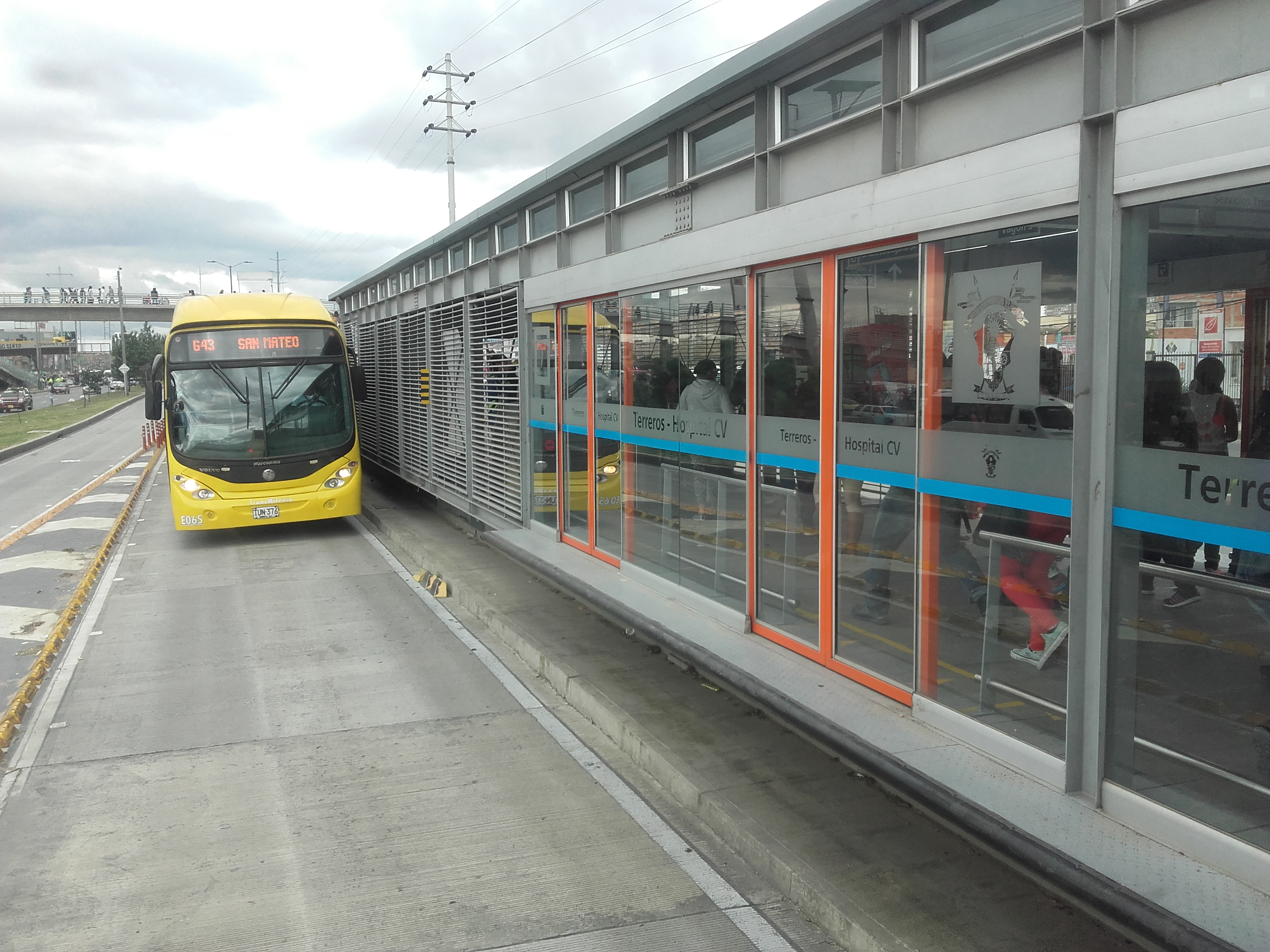
Estacion Terreros - Hospital C.V. de TransMilenio.

### Transporte público colectivo interno y taxis
Soacha tiene su propio sistema de transporte urbano interno que cubre la totalidad de rutas en el área urbana (donde tiene una tarifa fija decretada anualmente por la autoridad municipal) y parte del área rural (donde el precio varía según la lejanía con respecto al casco urbano), por el cual se usa obligatoriamente una calcomanía de exhibición al público en la ventana y puerta del bus. Las empresas que prestan el servicio de transporte urbano interno (y del corredor a Bogotá) son: Cootransoacha, Coopintransvegas, CooptranSanMateo, Coopcasur, Cootransucre y Líneas Nevada. Los destinos más comunes para las rutas de bus son Plaza de Soacha, Ciudad Verde, La Isla, Ciudadela Sucre, Compartir, San Nicolás, San Mateo, El Charquito, Olivos, Santo Domingo, Ciudad Latina y Hogares Soacha. 
Frente a los taxis, por ley (decreto), todo vehículo para este servicio en Colombia debe portar su tarjeta de control en un lugar visible, con la información de la tarifa, del vehículo y del conductor. Las empresas que cubren este servicio para el municipio son Taxis Xua, Radio Taxi Soacha, Taxis Libres y Taxis Los Dos.

### Ciclovías
Soacha tiene una red de ciclovías que unen los barrios con la Autopista Sur: entre ellos la Carrera Séptima, la de la avenida San Maron, la Alameda El Porvenir (discontinuada en Potrero Grande-La María), la de la avenida Terreros, Ciudad Verde (con enlace vial hasta Bosa San Diego en el Distrito Capital), Hogares Soacha, Maiporé, San Mateo y la calle 53 en La Despensa.

### TransMilenio
El 27 de diciembre de 2013, se extendió la Línea G de TransMilenio por la Autopista Sur con la inaugurada de la fase I, con cuatro estaciones en el municipio en el borde oriental, forman parte de la primera fase de construcción del sistema de transporte en el municipio de las tres proyectadas. Ante la gran demanda y la rápida saturación que sufrió el servicio en el municipio, a solo tres meses de ser inaugurado, se hizo necesaria la ampliación de las estaciones exceptuando la de la Despensa, adecuándolas para la operación de biarticulados. Simultáneamente para lograr la implementación del servicio de alimentadores fue necesaria la construcción de la estación integrada de San Mateo. La obra fue finalizada en diciembre del 2014 pero debido a desacuerdos entre TransMilenio y la alcaldía de Soacha no fue puesta en funcionamiento sino hasta 2016.  En tanto, el SITP solo opera en forma aledaña a lo largo de la frontera con Bogotá en determinados barrios con beneficio indirecto.
A futuro se espera que se complete la integración del tramo municipal de la Autopista Sur por medio de las fases II y III hasta el Portal del Vínculo en el sector de Maiporé, así como la posibilidad de vincular el de la avenida Ciudad de Cali en Ciudad Verde al sistema, desde Bosa.

### Transporte intermunicipal
El principal destino intermunicipal de bogotanos y soachunos desde y hacia este municipio es sin duda Bogotá en el cual mantiene una interconexión exclusiva a través del corredor de transporte que la conecta con determinadas localidades de la capital colombiana, así con otros municipios de las provincias de Soacha y Sabana Occidente de Cundinamarca. Este corredor es ampliamente utilizado por sus habitantes, pese a que la movilidad es bastante complicada tanto para el transporte urbano interno como para el intermunicipal, lo que dificulta seriamente la movilidad de Soacha. Las rutas urbanas desde el municipio (partiendo de barrios como Danubio, Ciudadela Sucre, San Mateo, Compartir, Indumil, y nuevos sectores como Hogares y Ciudad Verde) a Bogotá recorren la Autopista Sur con destinos por la avenida Boyacá con calle 80, avenida 68 hasta la Terminal de Transportes, avenida Primero de Mayo hasta Restrepo, y avenida Gaitán Cortés hasta Teusaquillo.
Respecto de transporte hacia otros municipios de Cundinamarca y regiones colombianas, por Soacha cruzan todos los buses del corredor sur que salen de la Terminal de Transportes de Bogotá y su Terminal Satélite del Sur en Bosa o bien tomar rutas hacia las provincias del Tequedama y Sabana Occidente sin necesidad de pasar por la capital a través de la Autopista Perimetral de Occidente en el sector de El Altico y la avenida Indumil.

## Cultura
La cultura en Soacha tiene bastantes influencias que han corrido a lo largo de su historia pese a contar con pocos escenarios de desarrollo en esta materia desde los yacimientos arqueológicos y pinturas de origen premuisca y muisca como la zona arqueológica Nueva Esperanza, las casonas hacenderas de Terreros, Potrero Grande, El Vínculo, Logroño y La Chucuita, la Plaza Principal y algunas casas españolas del barrio San Luis que han sobrevivido a los tiempos modernos, así como las ruinas del poblado y monasterio de El Tuso, situadas en la vereda El Charquito, que data alrededor del siglo XVII. También se destacan el Teatro Sua, situado a pocas cuadras de la Plaza Principal hacia el norte por la calle 13 y el Museo Arqueológico de Soacha, hacia el oriente en la carrera 7 con calle 14. 
En la gastronomía se destacan dos platillos típicos del municipio como son las garullas y las almojábanas, hoy protegidos como patrimonio inmaterial por la Ordenanza 214 de 2014 expedida por la Asamblea Departamental de Cundinamarca.
En agosto de cada año se celebra el Encuentro Internacional de Artes Populares bajo el lema «Viva el barrio», un evento de carácter popular y comunitario que reúne a los mayores exponentes de la danza, música, teatro, narración oral y circo de países invitados, compañías nacionales y locales que se toman lugares no convencionales como plazoletas, calles, salones comunales y el Teatro Sua. El EIAP como es denominado es realizado por la Fundación Cultural Liderarte donde también realiza talleres de formación artística a comunidades vulnerables de las seis comunas que conforman este municipio. Durante los meses de noviembre y diciembre se celebra el Festival del Sol y de la Luna con grandes orquestas y presentaciones de grupos culturales.
En cuanto a medios de comunicación, si bien la mayoría de periódicos y señales audiovisuales proceden de Bogotá, a nivel autóctono cuenta con canales comunitarios de televisión como Canal 10 Cablemas y la emisora Radio Rumbo (107.4 FM) con cobertura extra en buena parte de la capital y Sibaté, y medios de Internet como La RC Online, Periodismo Público, Soacha Ilustrada, Soacha Iniciativa Ciudadana, Periódico CVE, Diario de Cundinamarca, Clarín de Colombia. Entre sus medios impresos se encuentran el Magazín La Hora, Periódico Enfoque, Kronos e Informativo Presencia.

### Religión
A nivel religioso, la mayoría de habitantes son católicos, disponiendo sus parroquias en la jurisdicción de la diócesis de Soacha: 
| - Parroquia San Bernardino (Plaza de Soacha, la más antigua y reconstruida del municipio) - Catedral Jesucristo Nuestra Paz (León XIII, sede de la diócesis) - Parroquia Corazones de Jesús y María (Ciudad Verde) - Capilla de la Hacienda La Chucuita (Ciudad Verde) - Parroquia Beato Federico Ozanan (León XIII) - Parroquia San Luis María Grignon de Monfort (Julio Rincón) - Parroquia Jesús de Nazaret (San Nicolás) - Parroquia Nuestra Señora de los Andes (Porvenir) | - Parroquia San Antonio María Claret (La Despensa) - Parroquia Todos los Ángeles (Ciudadela Sucre) - Parroquia Santa María de Nazaret (Compartir) - Parroquia Apóstol San Mateo (San Mateo) - Parroquia Santa María de la Asunción (Ciudad Latina) - Parroquia Sagrada Familia (El Trébol) - Centro Pastoral Sagrado Corazón de Jesús (Olivos) - Santuario Nuestro Señor Resucitado (Vereda Fusungá, vía a Quiba) |

También hay presencia de diversas congregaciones evangélicas, algunas de ellas distribuidas en barrios populares como el Centro Misionero Bethesda, Iglesia Cristiana Alcance Victoria, Iglesia Cruzada Cristiana El Reino, Iglesia de Dios Ministerial de Jesucristo Internacional, Iglesia Pentecostal Unida de Colombia, Iglesia Cristiana Trinitaria, Centro Familiar de Adoración e Iglesia Cristiana Filadelfia. También hay presencia de Testigos de Jehová, ateos y Mormones.

### Turismo
Como principales lugares de interés en Soacha se encuentran la Plaza Principal, que conservan en parte su ambiente de pueblo con la iglesia de San Bernardino, la casa de la cultura, algunas haciendas y zonas verdes que aún se conservan en su parte rural. El puente peatonal de la estación de TransMilenio La Despensa, localizado sobre la Autopista Sur, es un paso peatonal que comunica la zona industrial de Cazucá con La Despensa. En 2018 fue pintado de amarillo para indicar a las personas que se está entrando al municipio de Soacha y a Bogotá, donde normalmente había confusión por la poca diferencia limítrofe entre ambas ciudades, aunque en la realidad el merecimiento es al puente peatonal occidental de la vecina estación de Bosa. 

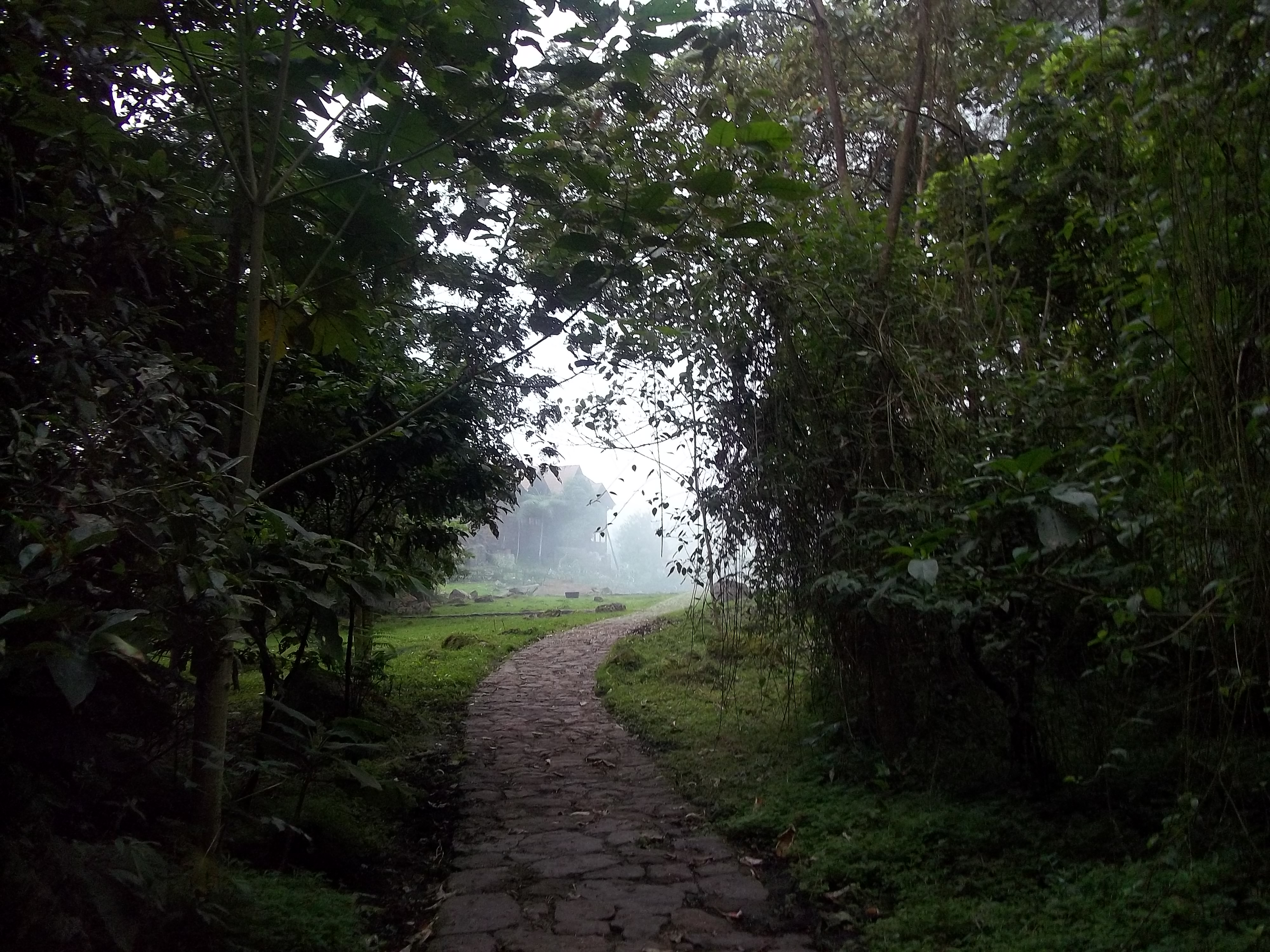
Sendero perteneciente al Parque natural Chicaque.

El histórico Salto del Tequendama, una catarata de 157 m, sigue siendo reconocido como sitio turístico del municipio, pero la contaminación y el represamiento del río Bogotá ha mermado su interés, demandando con urgencia un plan de rescate ecológico. Así como las formaciones rocosas que se encuentran en sus afueras como los cerros de la Chucuita en Ciudad Verde, bautizado Parque de la Niebla. Es una reserva ecológica senderos y miradores para contemplar los paisajes de la sabana de Bogotá. Se accede en Ciudad Verde por una carretera en forma de «U» que rodea la reserva entre las avenidas Tierra Negra (carrera 34) y Prado Verde (carrera 38), y asimismo atraviesa dos veces la avenida Luis Carlos Galán (calle 13) de Soacha.  A 10 minutos del centro urbano de Soacha se encuentra el Parque Arqueológico y Ecoturístico Boquemonte, reserva natural con importante desarrollo ecológico. Saliendo por la Autopista Sur, por Alfagres, se encuentra el camino hacia la entrada principal del parque nacional natural Chicaque, donde se pueden avistar venados, osos de anteojos, entre otras especies nativas de la sabana soachuna.
El Bosque de la Esperanza es una escultura abstracta de Giancarlo Mazzanti que sirve como cubierta de un polideportivo en el barrio Villa Mercedes de la Comuna 4, hecha por la fundación Pies Descalzos.

## Servicios

### Servicios públicos
A nivel de servicios públicos domiciliarios (agua, electricidad y gas natural) son provistos en su mayoría por empresas de Bogotá como Acueducto de Bogotá (perteneciente a la zona 5), Enel y Vanti para el área urbana, aunque también hay prestadoras locales como EMAR (Empresa de Acueducto el Rincón) y Acueducto y Alcantarillado Santa Ana que prestan en partes de las comunas 1 y 3. Para las áreas rurales, están Aguasiso (Aguas de Soacha y Sibaté ESP, cuya cobertura incluye a Granada) y Aguas de Chacua. Para el servicio de aseo (recolección de basura y barrido), URBASER Colombia.

### Salud
El municipio cuenta con la red pública no solo orientada para sí misma sino para las provincias de Soacha y del Tequendama como son el Hospital Mario Gaitán Yanguas ubicado en el centro del municipio y la Empresa Social del Estado Municipal Julio Cesar Peñaloza, que esta última atiende para las comunas en sus sedes del Centro, Compartir, San Marcos, San Mateo, Ciudadela Sucre y Los Olivos. Los únicos privados son el Cardiovascular de Cundinamarca, Avidanti en Ciudad Verde y la Virrey Solis ubicados en San Mateo.

### Educación
La ciudad cuenta con un sistema educativo que cubre los niveles de primaria, secundaria y universitario. Debido a la constante migración de personas hacia el municipio, la disponibilidad de cupos para acceder a la educación que ofrece el Estado es a menudo insuficiente. La ciudad cuenta además con un variado sistema de colegios y escuelas de carácter privado entre los que se incluyen bilingües, militares, técnicos, campestres, de comunidades religiosas, así como en diferentes calendarios escolares y horarios de estudio, localizadas en cada comuna.
Soacha cuenta con algunas universidades y sedes tanto públicas como privadas, en las que se destacan el SENA (una que son los Centros de las Tecnologías para la Construcción y la Madera y la otra de Transporte sede en Cazucá, dependiente de la regional Distrito Capital; y aparte, el Centro de Desarrollo Industrial y Empresarial con sede en Soacha Centro, dependiente de la regional Cundinamarca), la Corporación Universitaria Minuto de Dios (UNIMINUTO Sede en Soacha), la Fundación Universitaria del Área Andina, la Corporación Unificada Nacional de Educación Superior (CUN), la Universidad Cooperativa de Colombia, y la Universidad de Cundinamarca.

### Judicial
Soacha cuenta con una Unidad de Reacción Inmediata de la Fiscalía y además es cabecera del circuito judicial 13 al que además del propio municipio, le pertenecen El Colegio, Granada, San Antonio del Tequendama y Sibaté que a su vez forman parte del Distrito Judicial 12 de Cundinamarca.

### Otros
- Policía Metropolitana de Soacha (MESOA)
- Instituto Colombiano de Bienestar Familiar
- Corporación Autónoma Regional de Cundinamarca

## Deporte

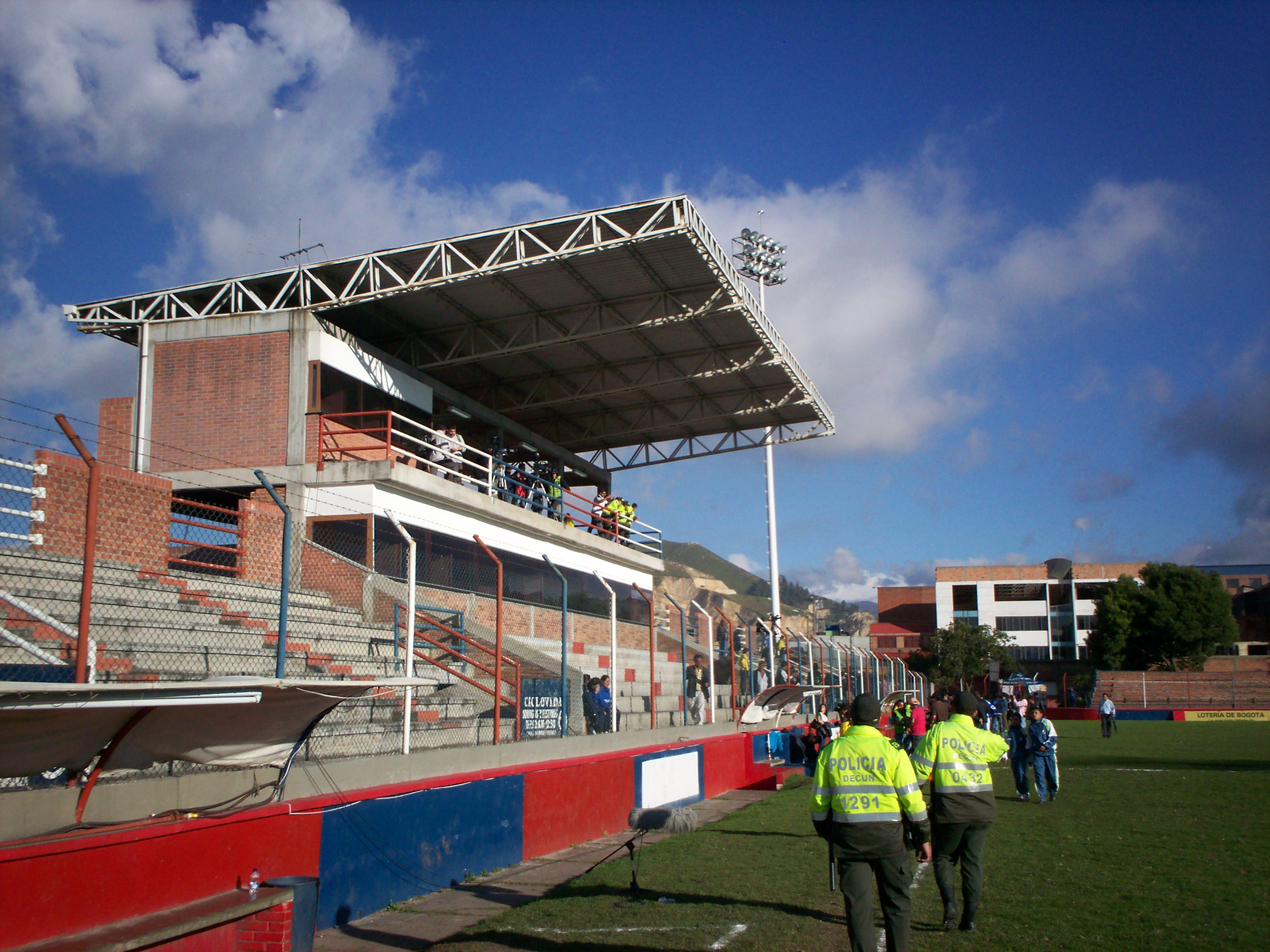
Estadio Luis Carlos Galán.

En Soacha dispone de una oferta deportiva variada de escenarios como el Estadio Luis Carlos Galán Sarmiento, los coliseos León XIII y General Santander y los parques Tibanica, Potrero Grande, Logroño, Tierra Negra, Los Locos, San Carlos, Lagos de Malibú y La Arenosa de Compartir. El Instituto Municipal de Recreación y Deporte de Soacha (IMRDS), es una entidad descentralizada que además de administrar los parques y eventos, promueve el programa dominical Ciclovida desde 1998.
El municipio ha realizado certámenes anuales que son la Carrera de la Mujer, la Clásica Ciclística en agosto y la Carrera Internacional 12K entre septiembre y octubre. A nivel nacional ha sido sede secundaria de los XVII Juegos Deportivos Nacionales en 2004.

### Fútbol
Soacha ha contado en seis ocasiones con clubes del fútbol profesional colombiano, el primero fue el Unión Soacha que solo compitió en las temporadas 2000 y 2001 de la Primera B. Posteriormente, La Equidad compitió y ganó el ascenso durante la temporada 2006 siendo local. Después surgió el Juventud Soacha, entonces filial de Independiente Santa Fe, compitiendo entre 2008 y 2009. 
El equipo que más tiempo ejerció como local en Soacha fue Expreso Rojo, renombrado en 2016 como Tigres F. C. en el torneo de segunda división del fútbol profesional colombiano, durante las temporadas 2011, 2012, 2015 y 2016. Sin embargo, debido a que el Estadio Galán Sarmiento no está adecuado para recibir partidos en Primera B, y debido a las malas condiciones del terreno de juego, debió trasladarse de manera definitiva a Bogotá para jugar en el Estadio Metropolitano de Techo desde 2017. En 2023 llegó el Real Soacha Cundinamarca antes llamado Valledupar F. C. que decidió trasladarse al municipio y cambiar de nombre tras no tener apoyo financiero, aunque jugó allí solamente seis meses.

## Estructura administrativa
- Personería: Es un agente del Ministerio Público de Colombia que ejerce, vigila y hace control sobre la gestión de las alcaldías y entes descentralizados; velan por la promoción y protección de los derechos humanos; vigilan el debido proceso, la conservación del medio ambiente, el patrimonio público y la prestación eficiente de los servicios públicos, garantizando a la ciudadanía la defensa de sus derechos e intereses. El actual personero municipal es Luis Eduardo Chiquizá.[57]

- Concejo de Soacha: Se regula por los reglamentos internos de la corporación en el marco de la Constitución política colombiana (artículo 313) y las leyes, en especial la Ley 136 de 1994 y la Ley 1551 de 2012. Ejerce el control político, de presupuesto y acuerdos, de acuerdo a las disposiciones legales y constitucionales y se compone de 19 miembros elegidos cada 4 años por voto popular.
- Contraloría municipal: Creado por el Concejo mediante acuerdo 02 del 22 de septiembre de 1986,[58] ejerce seguimiento, vigilancia y control a los recursos públicos por parte de la administración municipal y particulares y entidades que manejen los mismos de forma posterior y selectiva,[59]así como manejo de inversiones económicas en el ámbito ambiental conforme a la ley 42 de 1993.[60] El actual contralor municipal es Christian Camilo Villegas Hernández.[61]

- Juntas Administradoras Locales: En cada corregimiento y comuna del municipio, se compone de 7 miembros elegidos cada 4 años por voto popular.

## Símbolos

### Bandera

Bandera de Soacha.

La bandera de Soacha está conformada por una proporción de dos tantos de ancho por tres de largo con dos franjas horizontales; la superior blanca y la inferior roja, de igual proporción y conformidad heráldica:
- El blanco significa plata, respecto del metal, perla, respecto de las piedras preciosas, agua, respecto a los elementos. Además resumen los significados de integridad, obediencia, firmeza, vigilancia, elocuencia y trabajo.
- El rojo, significa el cobre, respecto al metal rubí, respecto a las piedras preciosas, fuego, respecto a los elementos cedro, clavel respecto a los árboles, a Marte dios del fuego, respecto a la mitología, además resume los significados de: valor, intrepidez, arrojo.

### Escudo

Escudo de Soacha.

El escudo de Soacha es uno de los símbolos heráldicos de este municipio cundinamarqués adoptado en 1977 por el alcalde Jorge Ramírez Vásquez. Escudo cortado y medio partido un jede de azul, un sol figurado en oro. En campo derecho de la punta de plata, el salto del Tequendama. En campo izquierdo de la punta dos rojos, dos ruedas dentadas de plata, como sinónimo de la industria. En el centro el escudo de armas de la familia Colmenares, de origen español, primeros dueños de los terrenos donde se encuentra el municipio. Sobre el escudo una cinta de color oro con la divisa en latín Sol Ómnibus Lucet (el sol brilla para todos). Adornan el escudo dos banderas cruzadas de tras de él, con los colores del municipio rojo y blanco, y hojas de acento, en verde bordean los campos de la punta. En sitio de honor, la etimología de la palabra Suacha, nombre inicial del municipio escrito en lengua aborigen. La imagen del Sol, oro porque es el metal por excelencia, el más preciado, sobre fondo azul, su casa con una cara humana y siempre con ocho rayos rectos y ocho ondulados alternado.

### Himno
El himno de Soacha fue escrito por Isabel Hernández Ayala. Se presentó por primera vez mediante el decreto 172 del 28 de agosto del 2000 y se oficializó como himno del municipio por el Concejo Municipal de Soacha, por medio del Acuerdo N.º 50 del 19 de diciembre del 2000.